# M.C. Escher

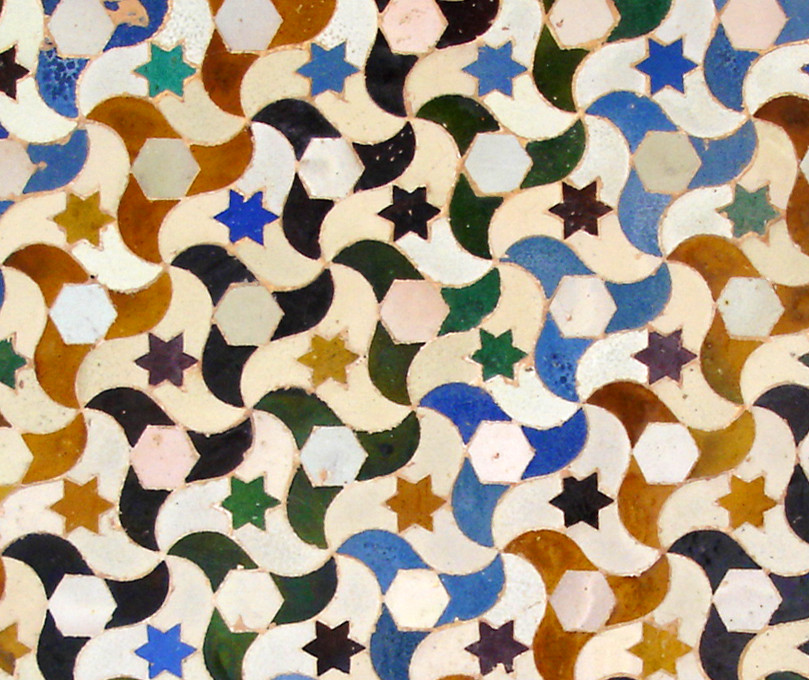
Alhambrainspirerat mönster från 1936

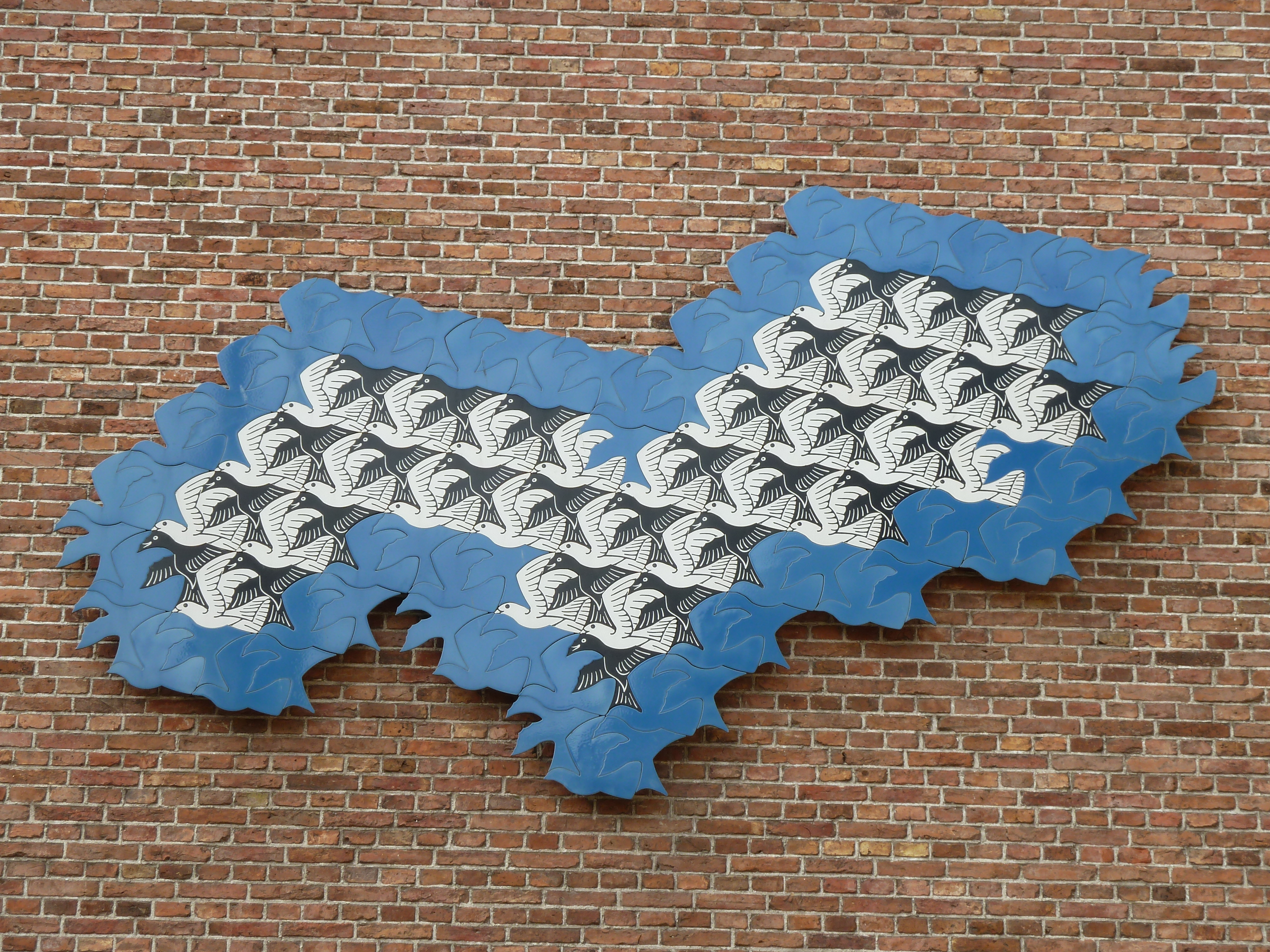
Fågelmönster på ytterväggen till keramikmuseet Princessehof i Leeuwarden

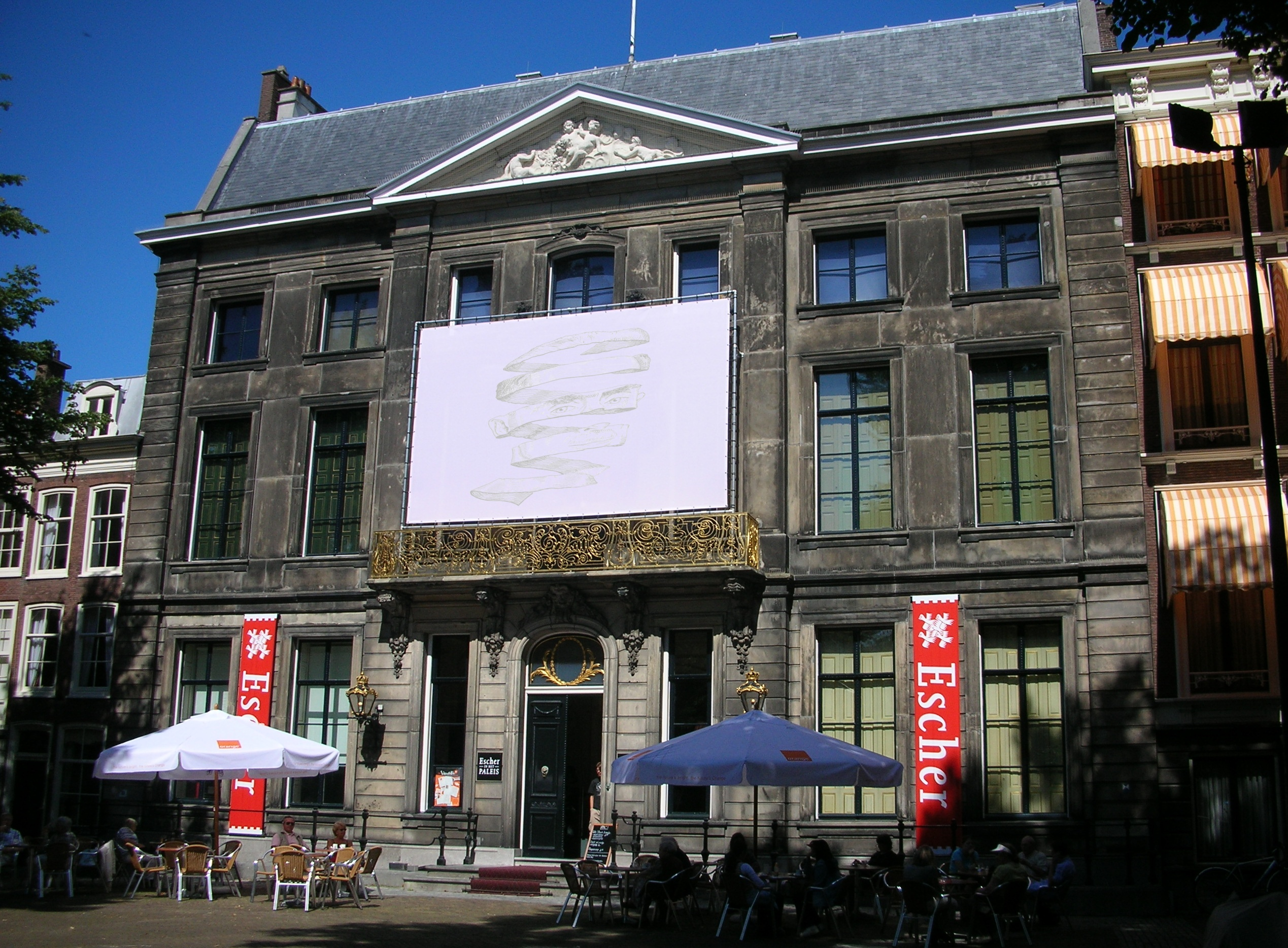
Escher in Het Paleis i Haag

En stiliserad version av Vattenfall från 1961, ett av Eschers mest kända verk.

Maurits Cornelis Escher, född 17 juni 1898 i Leeuwarden, död 27 mars 1972 i Hilversum, var en holländsk konstnär och grafiker, som ägnade sig åt att utforska matematikens och filosofins mysterier med hjälp av konst. Det sades ofta om honom att han hade en "matematisk hjärna", men under skoltiden var han inte särskilt duktig i matematik.
Eschers konst illustrerar sådana koncept som sällsamma slingor, nivåskillnader och perspektiv. Omöjliga figurer och paradoxer tillhör också de främsta inspirationskällorna.

## Biografi
Escher föddes 1898 i Leeuwarden. Han var den yngste sonen till vattenbyggnadsingenjören George Arnold Escher. En halvbror till honom var geologen Berend George Escher. År 1903 flyttade familjen till Arnhem där han gick i skola. Han hade dock svårigheter i skolan och fick gå om två klasser, men ljuspunkten var teckningsundervisningen. Eschers far uppmärksammade sonens konstnärliga talang och tyckte att han skulle utbilda sig till arkitekt. Från 1919 till 1922 studerade han således vid Skolan för arkitektur och dekorativ konst i Haarlem, där han lärde sig olika grafiska tekniker av bland annat Samuel Jessurun de Mesquita, en person vars starka personlighet influerade Eschers utveckling till grafisk konstnär. 1922 for Escher till Italien och bosatte sig 1924 i Rom. Under sin drygt 10-åriga vistelse där gjorde han många studieresor bland annat till Abruzzerna, Amalfikusten, Kalabrien, Sicilien, Korsika och Spanien. 1934 lämnade han Italien och tillbringade två år i Schweiz och fem år i Bryssel innan han 1941 bosatte sig i Baarn i Nederländerna. Escher avled 1972 vid en ålder av 73 år.

## Eftermäle
Asteroiden 4444 Escher är uppkallad efter honom.

## Verk i urval
- Åtta huvuden, träsnitt, 1922
- Kvinna med blomma (Jetta), träsnitt, 1925
- Senglea. träsnitt, 1935
- St. Peter Rom, trästick, 1935
- Metamorfos I, träsnitt, 1937
- Luft och vatten I, träsnitt, 1938
- Kretslopp, litografi, 1938
- Dag och natt, träsnitt, 1939
- Metamorfos II, träsnitt, 1939-1940
- Änglar och djävlar, blyerts tusch krita och gouache, 1941
- Reptiler, litografi, 1943
- Möte, litografi, 1944
- Balkong, litografi, 1945
- Tre klot I, trästick, 1945
- Doriska pelare, trästick, 1945
- Öga, mezzotinto, 1946
- Den andra världen I, mezzotinto, 1946
- Trollspegel, litografi, 1946
- Den andra världen II, trästick, 1947
- Uppe och nere, litografi, 1947
- Kristall, mezzotinto, 1947
- Tecknande, litografi, 1948
- Daggdroppe, mezzotinto, 1948
- Stjärnor, trästick, 1948
- Trapphus, litografi, 1951
- Drake, trästick, 1952
- Relativitet, litografi, 1953
- Spiraler, trästick, 1953
- Tre världar, litografi, 1955
- Bildgalleri, litografi, 1956
- Belvedere, litografi, 1958
- Cirkelgräns I, träsnitt, 1958
- Fiskar och fjäll, träsnitt, 1959
- Trappa upp och trappa ned, litografi, 1960
- Cirkelgräns IV, träsnitt, 1960
- Vattenfall, litografi, 1961
- Möbiusband I, trästick, 1961
- Möbiusband II, trästick, 1963
- Möbiusband III, trästick, 1963
- Kvadratgräns, träsnitt, 1964
- Knutar, träsnitt, 1965
- Ormar, träsnitt, 1969